# Tiradentes do Sul

Tiradentes do Sul este un oraș în Rio Grande do Sul (RS), Brazilia.